# Barc, Eure

Barc este o comună în departamentul Eure, Franța. În 1 ianuarie 2022 avea o populație de 1.168 de locuitori.